# Gyöngyi Szalay-Horváth
Gyöngyi Szalay-Horváth (ur. 24 marca 1968 w Tapolcy, zm. 30 grudnia 2017 w Veszprémie) – węgierska szpadzistka, brązowa medalistka olimpijska i wielokrotna medalistka mistrzostw świata.
Na igrzyskach olimpijskich w Atlancie w 1996 roku wywalczyła brązowy medal indywidualnie. W walce o trzecie miejsce pokonała Włoszkę Margheritę Zalaffi 15:13. W turnieju drużynowym była tam czwarta. Na rozgrywanych cztery lata później igrzyskach olimpijskich w Sydney była osiemnasta indywidualnie i ponownie czwarta drużynowo.
Podczas mistrzostw świata w Denver w 1989 roku Węgierki w składzie: Gyöngyi Szalay, Mariann Horváth, Marina Várkonyi, Diana Eöri i Zsuzsanna Szőcs zdobyły złoty medal w turnieju drużynowym. W zawodach drużynowych zdobyła następnie złote medale na mistrzostwach świata w Budapeszcie (1991), mistrzostwach świata w Essen (1993), mistrzostwach świata w Hadze (1995), mistrzostwach świata w Kapsztadzie (1997) i mistrzostwach świata w Seulu (1999) oraz srebrne na mistrzostwach świata w Lyonie (1990) i mistrzostwach świata w Atenach (1994). Ponadto trzykrotnie zdobywała medale w turniejach indywidualnych: srebrny na MŚ 1995 i brązowe na MŚ 1997 i MŚ 1998.
Po zakończeniu kariery pracowała trenerka.
Była żoną Ernő Horvátha.